# 1673 van Houten
1673 van Houten este un asteroid din centura principală, descoperit pe 11 octombrie 1937, de Karl Reinmuth.